# Братан Мунна 2
«Братан Мунна 2» (хинди लगे रहो मुन्ना भाई, Lage Raho Munna Bhai; дословно «Так держать, братан Мунна») — индийская комедия режиссёра Раджкумара Хирани, вышедшая в прокат 1 сентября 2006 года. Сиквел фильма «Братан Мунна: Продавец счастья». Фильм был хорошо принят критиками и зрителями. Мировые кассовые сборы составили 119 крор, обеспечив фильму статус «блокбастер». Картина получила множество наград, включая 4 в разных категориях Национальной кинопремии и была представлена на Каннском кинофестивале 2007 года.

## Сюжет
Муннабхай снова влюбляется, но на сей раз, чтобы завоевать девушку, он должен узнать как можно больше о Махатме Ганди. Полученные знания сильно его меняют, и он хочет изменить всех вокруг.

## В ролях
- Санджай Датт — Мурли Прасад Шарма / братан Мунна
- Видья Балан — Джанви, радио-жокей и возлюбленная Мунны
- Аршад Варси[англ.] — Цыпак, кореш Мунны
- Боман Ирани — Лаки Сингх
- Дилип Прабхалвакар[англ.] — образ Махатмы Ганди
- Дия Мирза — Симран, дочь Лаки
- Джимми Шергил — Виктор де Соуза
- Кулбхушан Харбанда[англ.] — Кхурана, богатый, но суеверный бизнесмен
- Саурабх Шукла[англ.] — Батук Махарадж, астролог Кхураны
- Абхишек Баччан — Санни, сын Кхураны
- Рохиташ Гауд — Чуку, кореш Лаки
- Парикшат Сахни — отец Виктора
- Ашвин Мушран — Хари Десаи
- Нинад Камат — адвокат
- Куруш Дебу — Дханссух Бхаи Пател, гуджаратский адвокат

## Саундтрек
| №  | Название                             | Исполнители                             | Длительность |
| -- | ------------------------------------ | --------------------------------------- | ------------ |
| 1. | «Lage Raho Munna Bhai»               | Винод Ратход                            | 4:25         |
| 2. | «Samjho Ho Hi Gaya»                  | Санджай Датт, Аршад Варси, Винод Ратход | 3:31         |
| 3. | «Aane Char Aane»                     | Н. С. Карунья                           | 4:30         |
| 4. | «Pal Pal...Har Pal»                  | Сону Нигам, Шрея Гхошал                 | 4:32         |
| 5. | «Bande Mein Tha Dum...Vande Mataram» | Сону Нигам, Шрея Гхошал, Панаб Бисвас   | 4:02         |
| 6. | «Bande Mein Tha Dum» (Instrumental)  |                                         | 3:15         |
| 7. | «Aane Char Aane» (Remix)             |                                         | 3:55         |
| 8. | «Lage Raho Munnabhai» (Remix)        | Шаан                                    | 4:18         |

## Награды
Национальная кинопремия
- Лучший развлекательный фильм
- Лучшая роль второго плана — Дилип Прабхалвакар[англ.]
- Лучшие слова к песне для фильма — Свананд Киркире[англ.]
- Лучший сценарий — Абхиджат Джоши, Раджкумар Хирани, Видху Винод Чопра

Filmfare Awards
- Лучший фильм по мнению критиков
- Лучшая комедийная роль — Аршад Варси[англ.]
- Лучший сюжет
- Лучший диалог